# Світ тварин (Акимушкін)
«Світ тварин» (рос. Мир животных) — багатотомне радянське науково-популярне видання з біології та етології тварин призначене для широких верств читачів. Автор — кандидат біологічних наук, популяризатор науки, Акимушкін Ігор Іванович (1929–1993). Серія книг стала досить популярною серед радянських читачів і витримала 3 видання. Українською мовою не перевидавалась.

## Перше видання
Перше шеститомне видання з'явилося впродовж десяти років (1971–1981) у видавництві Молода гвардія, серія «Эврика». Наклад 200 тис. екземплярів. Червоною ниткою через всю збірку книг проходить тема відповідальності людини за долю тварин, за долю рідної планети. Видання розраховане на широкі кола читачів. Серія книг відрізнялась великою кількістю фотографій і незвичайним для свого часу дизайном. Сторінки з широкими білими полями, які прикрашали малюнки Блоха і Жутовського. Основний текст надрукований великим шрифтом, а цитати і додаткові відомості — шрифтом меншого регістру.
У першій книзі розповідається про 7 рядів ссавців (клоачних, сумчастих, комахоїдних, шерстокрилів, хижих, непарнокопитних і парнокопитних). Друга книга присвячена іншим 12 рядам класу ссавців: рукокрилим, приматам, неповнозубим, панголінам, зайцеподібним, гризунам, китоподібним, ластоногим, трубкозубам, даманам, сиренам і хоботним. Третя книга повністю присвячена всьому пташиному різноманіттю нашої планети. Четверта книга розповідає про рибоподібних (міног і міксин), акул, скатів і химер; кісткових риб; земноводних і плазунів. П'ята книга занурює читача у дивовижний світ комах та представників інших класів членистоногих. У шостій книзі зібрані розповіді про походження, господарське значення та продуктивність приручених людиною звірів, птахів, риб і комах. Йдеться й про деякі види диких тварин, які перебувають на шляху до одомашнення.
- Том 1. Мир животных. Рассказы об утконосе, ехидне, кенгуру, ежах, волках, лисах, медведях, леопардах, носорогах, гиппопотамах, газелях и многих других широко известных и редких млекопитающих. — М.: Молодая гвардия, 1971.
- Том 2. Мир животных. Рассказы о зверях крылатых, бронированных, ластоногих, трубкозубых, зайцеобразных, китообразных и человекообразных. — М.: Молодая гвардия, 1971.
- Том 3. Мир животных. Рассказы о птицах. — М.: Молодая гвардия, 1973.
- Том 4. Мир животных. Рассказы о змеях, крокодилах, черепахах, лягушках, рыбах. — М.: Молодая гвардия, 1974.
- Том 5. Мир животных. Рассказы о насекомых. — М.: Молодая гвардия, 1975.
- Том 6. Мир животных. Рассказы о домашних животных. — М.: Молодая гвардия, 1981. — 238 с.

## Друге видання
Друге видання побачило світ у 1988–1991 роках. Воно було переформатоване у чотири томи. Перший том повністю присвячений звірям. Другий том увібрав у себе усі оповідання про птахів, риб, плазунів та амфібій. Третій том об'єднав на своїх сторінках розповіді про комах, павуків та свійських тварин. У четвертому томі були описані інші безхребетні планети. Окремий розділ присвячено вимерлим видам, що щезли з планети Земля в прадавні геологічні часи.
- Том 1. Мир животных. Млекопитающие, или звери / И. И. Акимушкин. — 2-е изд., испр. и доп. — М.: Мысль, 1988. — 445 с.
- Том 2. Мир животных. Птицы, рыбы, земноводные и пресмыкающиеся / И. И. Акимушкин; Худож. А. Кузнецов. — 2-е изд., испр. и доп. — М.: Мысль, 1989. — 463 с.
- Том 3. Мир животных. Насекомые, пауки, домашние животные / И. И. Акимушкин; Худож. А. Кузнецов. — 2-е изд., испр. и доп. — М.: Мысль, 1990. — 463 с.
- Том 4. Мир животных. Беспозвоночные, ископаемые животные / И. И. Акимушкин. — 2-е изд., испр. и доп. — М.: Мысль, 1991. — 383 с.

## Третє видання
Чотиритомне видання 1998 року було доповнене відсутніми главами про неописані типи безхребетних. В оформленні книги були додані кольорові фото, проте малюнки Блоха і Жутовського з першого видання зникли. Перші 3 томи рецензовані кандидатом географічних наук М. М. Дроздовим, а том про безхребетних і викопних тварин — кандидатом біологічних наук А. В. Чесуном.
- Том 1. Мир животных. Млекопитающие, или звери / И. И. Акимушкин; Худож. А. Кузнецов. — 4-е изд. — М.: Мысль, 1998. — 446 с.
- Том 2. Мир животных. Птицы, рыбы, земноводные и пресмыкающиеся / И. И. Акимушкин; Худож. А. Кузнецов. — 4-е изд. — М.: Мысль, 1998. — 463 с.
- Том 3. Мир животных. Насекомые, пауки, домашние животные / И. И. Акимушкин; Худож. А. Кузнецов. — 4-е изд. — М.: Мысль, 1998. — 463 с.
- Том 4. Мир животных. Беспозвоночные. Ископаемые животные / И. И. Акимушкин; Худож. А. Кузнецов. — 4-е изд. — М.: Мысль, 1998. — 383 с.